# Cerdistus fuscipennis
Cerdistus fuscipennis là một loài ruồi trong họ Asilidae. Cerdistus fuscipennis được Macquart miêu tả năm 1838.